# Меморијални природни споменик Високи Дечани
Меморијални природни споменик Високи Дечани се налази у непосредној близини манастира Високи Дечани и чини га шумска састојина црног бора (лат. Pinus nigra Arn) која је на ивичним деловима обрасла питомим кестеном (лат. Castanea sativa Mil).

## Историјат
Петнаест хектара меморијалног природног споменика Високи Дечани је стављено под заштиту 1968. године Решењем о стављању под заштиту државе шумске састојине црног бора на ивичним деловима обраслим питомим кестеном у непосредној близини манастира Високи Дечани, број: 05–1874/4 – СО Дечани.
Заштићена борова шума има двоструки меморијални значај, део је ширег природног подручја у коме је настао и очувао се културно–историјски споменик „Високи Дечани” и са њим чини јединствену целину. Исто тако, заштићена шума представља са једне стране меморијални природни споменик сађен у облику крста што указује повезаност са културно–историјским спомеником „Високи Дечани” као и, са друге стране, да је ту у време Велике сеобе Срба под Арсенијем Чарнојевићем било место на коме се налазила болница.
Шума је такође значајни природни објекат у Србији јер представља прву вештачки подигнуту културу црног бора 1690. године.